# Gougane Barra
Gougane Barra (irisch Guagán Barra, „die Felsspalte des [Fionn-]Barra“) ist eine kleine Siedlung westlich von Macroom im County Cork, Irland.
Der Name Guagán Barra geht auf den Heiligen Finbarr (irisch Fionnbarra) zurück, der im 6. Jahrhundert auf einer Insel eines benachbarten Sees ein Kloster gebaut haben soll. Die noch existierenden Ruinen stammen etwa aus dem Anfang des 18. Jahrhunderts. Im Jahr 1700 flüchtete der Priester Denis O’Mahony auf die Insel. Während der Penal Laws kam Gougane Barra die Abgelegenheit zugute, so dass hier viele römisch-katholische Messen zelebriert werden konnten.
Westlich von Gougane Barra entspringt der Fluss Lee. Seit 1938 wird die Umgebung von Gougane Barra aufgeforstet; hier existiert nun ein 1,42 km² großes Waldgebiet. Eine Clapper bridge über den Fluss Lee befindet sich in der Nähe.

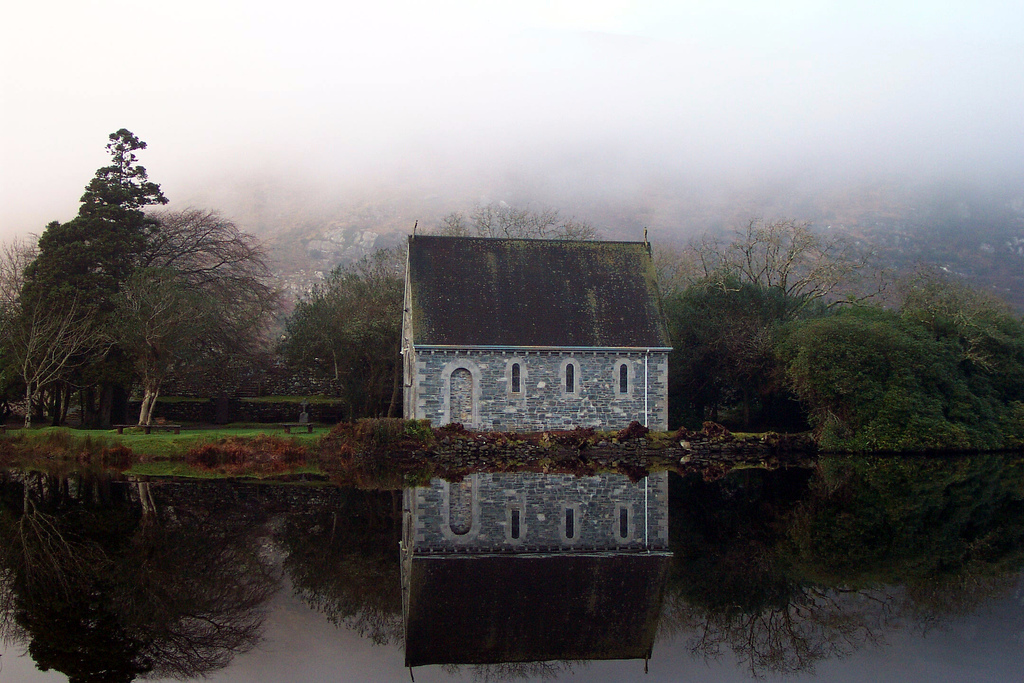
Malerische Kirche auf einer kleinen Insel in Gougane Barra vom Ende des 19. Jh., die bei Hochzeitspaaren sehr beliebt ist
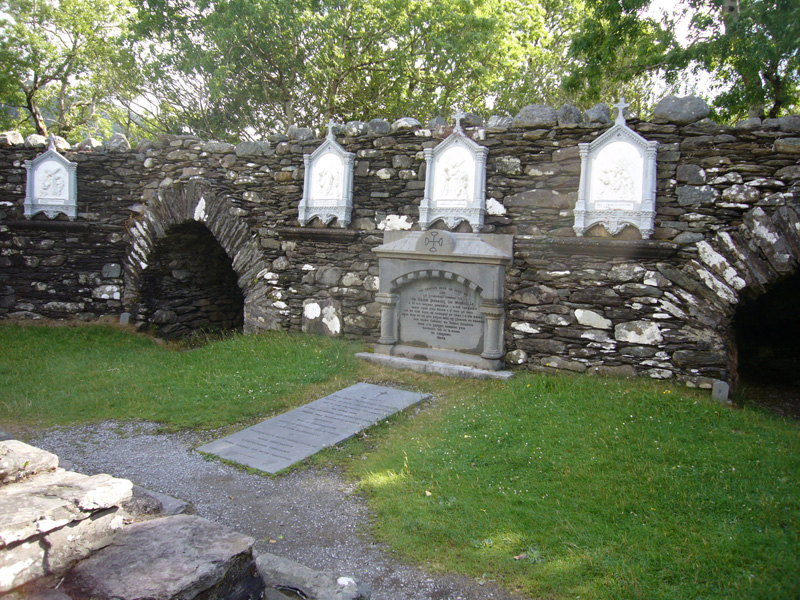
Klosterruine auf der Insel in Gougane Barra
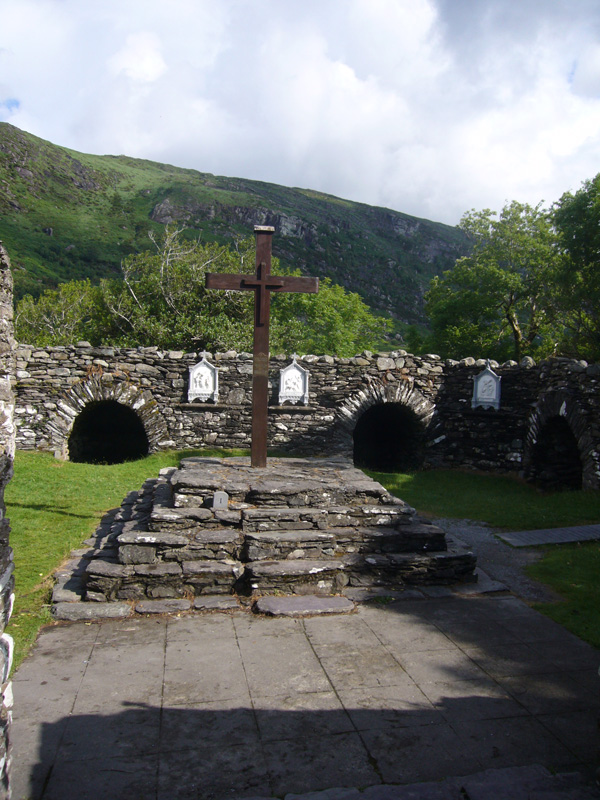
Klosterruine auf der Insel in Gougane Barra